# Rosa sect. Cinnamomeae
Cinnamomeae
Section
Rosa section Cinnamomeae (ou Cassiorhodon) est  l'une des onze sections du sous-genre Eurosa.

## Caractéristiques générales
Ils sont le plus souvent arbustifs, d'une hauteur de 1 à 4 mètres, à aiguillons droits souvent par paires, à fleurs roses ou rouges en groupes sauf chez  et grands fruits qui persistent après la floraison

## Origine et distribution
Les rosiers Cinnamomeae sont originaires de tout l'hémisphère nord, excepté l'Afrique du Nord:
- les Rosa rugosa originaires d'Asie : Rosa rugosa rugosa, alba, rosea, et rubra et leurs hybrides 'Belle Poitevine', 'Roseraie de l'Haÿ', 'Agnès' et beaucoup d'autres ;
- Rosa arkansana et Rosa blanda originaires du nord de l'Amérique, Rosa pendulina L. ou rose des Alpes ;
- Rosa oxyodon, originaire du Causase, Rosa laxa du Turkestan et une trentaine d'autres ;
- Rosa majalis ou rose de mai, la rose double la plus anciennement cultivée et Rosa majalis 'Flore simplici', cultivée depuis 1600.

## Principales espèces
- Rosa acicularis Lindl., le rosier aciculaire, rosier arctique,
- Rosa alpina L., voir Rosa pendulina
- Rosa arkansana Porter (synonymes : Rosa pratincola Greene, Rosa suffulta Greene), le rosier de l'Arkansas,
- Rosa bella  H. Rehder & E. Wilson
- Rosa blanda Aiton, le rosier du Labrador,
- Rosa californica Cham. & Schltdl., le rosier sauvage de Californie
- Rosa cinnamomea L., voir Rosa majalis
- Rosa davidii Crép., Father David's Rose
- Rosa elegantula Rolfe, Threepenny Bit Rose
- Rosa fedtschenkoana Regel,
- Rosa giraldii Crép.
- Rosa glandulosa, voir Rosa maximowicziana
- Rosa holodonta (syn. R. moyesii rosea) voir Rosa moyesii
- Rosa laxa Retz. (syn. R. gebleriana Schrenk),
- Rosa lheritierana Thory, ou rosier de Boursault
- Rosa macrophylla Lindl., le rosier à grandes feuilles
- Rosa majalis Herrm. (synonyme Rosa cinnamomea L.), le rosier de mai ou rosier de Pâques,
- Rosa maximowicziana (syn. R. glandulosa),
- Rosa moyesii Hemsl. & E. H. Wilson,
- Rosa multibracteata Hemsl. & E. H. Wilson,
- Rosa nutkana  C. Presl, le rosier de Nootka,
- Rosa pendulina L. (syn. Rosa alpina L.), le rosier des Alpes,
- Rosa pisocarpa A Gray,
- Rosa rugosa Thunb., le rosier rugueux ou  rosier du Japon,
- Rosa setipoda Hemsl. & E. H. Wilson,
- Rosa suffulta Greene, voir Rosa arkansana,
- Rosa webbiana,
- Rosa sweginzowii,
- Rosa woodsii Lindl., le rosier de Woods,